# Gregorio Carelli
Gregorio Carelli (documentato anche come Gregorio Alberti, Gregorio da Montecarelli e Gregorio di Sant'Angelo in Pescheria) (Roma, ... – 30 maggio 1211) è stato un cardinale italiano.

## Biografia
Membro di una nobile e antica famiglia, era figlio di Lotario, conte di Montecarelli. Fu canonico del capitolo della basilica patriarcale vaticana.
Da papa Clemente III fu nominato cardinale diacono di San Giorgio in Velabro tra il 7 giugno 1188, data dell'ultima sottoscrizione del suo predecessore Bobone, e il 7 dicembre 1190, data della sua prima sottoscrizione; molto probabilmente in un concistoro dove il papa consacrò vari nuovi cardinali. Sottoscrisse le bolle papali tra il 23 ottobre 1190 e il 17 febbraio 1191. Prese parte all'elezione papale del 1191, che elesse papa Celestino III.
Sottoscrisse le bolle papali tra il 9 maggio 1191 e il 3 dicembre 1197; fu presente alla canonizzazione di san Giovanni Gualberto, avvenuta il 1º ottobre 1193. Nel febbraio 1196 fu nominato rettore del chiostro di San Benedetto a Nepi. Prese parte al conclave del 1198, che elesse papa Innocenzo III. Sottoscrisse le bolle papali tra il 13 marzo 1198 e il 21 marzo 1210. Nei primi anni di pontificato di Innocenzo III fu auditore presso la Curia romana per l'investigazione dei processi.
Il 15 ottobre 1199 fu nominato legato apostolico (visitator et reformator) in Tuscia e nelle terre del ducato di Spoleto per riportare la pace e l'ordine: erano territori già appartenenti alla Chiesa, sconvolti da feudatari tedeschi durante il regno di Enrico VI di Svevia. Con lui era presente Giovanni di Vico, prefetto di Roma. La missione, che riuscì a riportare all'obbedienza della Chiesa varie località, tra cui Città di Castello, si concluse prima del 13 aprile 1200, quando il Carelli era di nuovo in Curia.
Morì dopo l'11 agosto 1210, data della sua ultima sottoscrizione di una bolla papale, e prima del 15 marzo 1212, data della prima sottoscrizione del suo successore Bertino, tradizionalmente viene riportata la data del 30 maggio 1211.